# Matthew Libatique
Matthew Libatique (New York, 19 luglio 1968) è un direttore della fotografia statunitense.
È collaboratore abituale del regista Darren Aronofsky, per il quale ha curato la fotografia di ogni suo film (con l'eccezione di The Wrestler), fra cui Il cigno nero, che gli ha valso la candidatura all'Oscar alla migliore fotografia.

## Filmografia

### Cortometraggi
- Protozoa, regia di Darren Aronofsky (1993)
- No Time, regia di Darren Aronofsky (1994)
- The Bedroom, regia di David Crabtree (1994)
- The Seventh Man, regia di Jason Liggett (2003)
- Despair, regia di Alex Prager (2010)

### Lungometraggi
- Til Death Do Us Part, regia di Phil Leirness (1995)
- Redneck, regia di Shane Kuhn (1995)
- Grinders, regia di Gary Ellenberg (1996)
- π - Il teorema del delirio (π), regia di Darren Aronofsky (1998)
- The Party Crashers, regia di Phil Leirness (1998)
- Saturn, regia di Rob Schmidt (1999)
- Requiem for a Dream, regia di Darren Aronofsky (2000)
- Tigerland, regia di Joel Schumacher (2000)
- Josie and the Pussycats, regia di Harry Elfont e Deborah Kaplan (2001)
- Cosmic Coffee, regia di Charles Wall (2001)
- Abandon - Misteriosi omicidi (Abandon), regia di Stephen Gaghan (2002)
- In linea con l'assassino (Phone Booth), regia di Joel Schumacher (2002)
- Gothika, regia di Mathieu Kassovitz (2003)
- Never Die Alone, regia di Ernest R. Dickerson (2004)
- Lei mi odia (She Hate Me), regia di Spike Lee (2004)
- Ogni cosa è illuminata (Everything Is Illuminated), regia di Liev Schreiber (2005)
- Inside Man, regia di Spike Lee (2006)
- The Fountain - L'albero della vita (The Fountain), regia di Darren Aronofsky (2006)
- Number 23 (The Number 23), regia di Joel Schumacher (2007)
- Iron Man, regia di Jon Favreau (2008)
- Miracolo a Sant'Anna (Miracle at St. Anna), regia di Spike Lee (2008)
- Passing Strange, regia di Spike Lee (2009)
- Kobe Doin' Work, regia di Spike Lee (2009)
- My Own Love Song, regia di Olivier Dahan (2010)
- Iron Man 2, regia di Jon Favreau (2010)
- Il cigno nero, regia di Darren Aronofsky (2010)
- Cowboys & Aliens, regia di Jon Favreau (2011)
- Ruby Sparks, regia di Jonathan Dayton e Valerie Faris (2012)
- Noah, regia di Darren Aronofsky (2014)
- Straight Outta Compton, regia di F. Gary Gray (2015)
- Chi-Raq, regia di Spike Lee (2015)
- Money Monster - L'altra faccia del denaro (Money Monster), regia di Jodie Foster (2016)
- Pelé, regia di Jeff Zimbalist e Michael Zimbalist (2016)
- The Circle, regia di James Ponsoldt (2017)
- Madre! (Mother!), regia di Darren Aronofsky (2017)
- Venom, regia di Ruben Fleischer (2018)
- Bumblebee, regia di Travis Knight (2018)
- A Star Is Born, regia di Bradley Cooper (2018)
- Birds of Prey e la fantasmagorica rinascita di Harley Quinn (Birds of Prey and the Fantabulous Emancipation of One Harley Quinn), regia di Cathy Yan (2020)
- The Prom, regia di Ryan Murphy (2020)
- The Whale, regia di Darren Aronofsky (2022)
- Don't Worry Darling, regia di Olivia Wilde (2022)
- Maestro, regia di Bradley Cooper (2023)
- Highest 2 Lowest, regia di Spike Lee (2025)
- Una scomoda circostanza (Caught Stealing), regia di Darren Aronofsky (2025)

## Videografia
- Give Me One Reason (Tracy Chapman), regia di Julie Dash (1996)
- More Than One Way Home (Keb' Mo') (1996)
- Anytime (Brian McKnight), regia di Darren Grant (1997)
- The City Is Mine (Jay-Z) (1998)
- What U See Is What U Get (Xzibit), regia di Gregory Dark (1998)
- Just My Imagination (The Cranberries), regia di Phil Harder (1999)
- Westside (TQ), regia di Darren Grant (1999)
- Aisha (Death In Vegas), regia di Terry Richardson (1999)
- Ooh La La (The Wiseguys), regia di Scott Bibo (1999)
- My Favorite Girl (Dave Hollister), regia di Steven Carr (1999)
- Bodyrock (Moby), regia di Steven Carr (1999)
- I'll Do Anything (Jay-Z), regia di Chris Robinson (2000)
- Boyz In the Hood (Dynamite Hack), regia di Evan Bernard (2000)
- New American (Bad Religion) (2000)
- Stellar (Incubus), regia di Phil Harder (2000)
- Fool (Mansun), regia di Phil Harder (2000)
- Mad Season (Matchbox 20), regia di Phil Harder (2000)
- The Trees (Pulp), regia di Phil Harder (2001)
- Save Me (Remy Zero), regia di Phil Harder (2001)
- Goodbye (Jagged Edge), regia di Forest Whitaker (2001)
- Pitiful (Blindside), regia di Nathan Cox (2002)
- Dem Girls (Oxide & Neutrino), regia di Nathan Cox (2002)
- Taking Off (The Cure), regia di The Saline Project (2004)
- The Lake (Muscles) (2008)

## Premi e riconoscimenti
- Premio Oscar
  - 2011 - Candidatura alla migliore fotografia per Il cigno nero
  - 2019 - Candidatura alla migliore fotografia per A Star Is Born
  - 2024 - Candidatura alla migliore fotografia per Maestro

- Independent Spirit Award
  - 1999 - Candidatura alla miglior fotografia per π - Il teorema del delirio
  - 2001 - Miglior fotografia per Requiem for a Dream
  - 2011 - Miglior fotografia per Il cigno nero

- Camerimage 2010: Premio per la collaborazione direttore della fotografia - regista (con Darren Aronofsky)